# Akdoğan (Kızılcahamam)
Akdoğan è un villaggio nel distretto di Kızılcahamam, provincia di Ankara, Turchia . A partire dal 2000, aveva una popolazione di 306 persone.
Akdoğan è la parola turca per girfalco. La tradizione vuole che il villaggio sia stato fondato da alcuni turchi di etnia Oghuz i quali, alla ricerca del luogo dove stabilirsi, videro il loro falco bianco volare sopra la zona dove il villaggio sorge attualmente. Questo li avrebbe spinti a stabilirsi lì e a dare al villaggio il nome dell'animale. Oggi la popolazione di Akdoğan è di circa 50 persone. Le attività più importanti per gli abitanti del villaggio sono l'agricoltura e la vendita di animali, generalmente capre, pecore e mucche. Il clima è quello tipico dell'interno dell'Anatolia, ma con una maggiore piovosità. Nel villaggio ci sono un ufficio postale e una moschea. Akdoğan dista 11 km da Kızılcahamam e 70 da Ankara. Gli autobus che partono dal quartiere di Etlik (Ankara) fermano al villaggio. Il mukhtār (il capo del villaggio) è Hayrun Özdemir. Akdoğan ha un proprio festival, fondato nel 2007, chiamato Ak-Der Fest.